# Invasion mongole (trilogie historique)
Pour les articles homonymes, voir Invasion mongole.
Invasion mongole (en russe : Нашествие монголов) est une trilogie historique écrite par l'écrivain soviétique Vassili Ian sur les conquêtes de l'Empire mongol (en Asie centrale et en Europe) et la résistance des peuples qui habitent les terres d'Asie centrale et l'Europe de l'Est dans la première moitié du XIIIe siècle.
La trilogie se compose de trois romans : Gengis Khan (en référence à Gengis Khan, 1939), Batu (en référence à Batu, 1942) et Vers la dernière mer (1955).
Il s'agit de l'œuvre la plus importante et la plus célèbre de l'auteur.